# Sharon Kane
Sharon Kane (n. 24 februarie 1956, Ohio, SUA) este un model american și actriță porno. Ea a apărut în mai multe reviste și filme pornografice pentru adulți.
Sharon Kane este premiată de ambele agenții AVN și XRCO Halls of Fame.
Astăzi Kane lucrează ca manager de producție, vicedirector și producător de film. Ea a scris scenariile pentru The Hills Have Bi și Idol Chi Chi La Rue în Sky (1997). Sharon a regizat și a jucat în Stairway to Paradise. Ea este acum și șef de producție la site-ul gay Naughty America's Suite 703.